# Synidotea pettiboneae
Synidotea pettiboneae is een pissebed uit de familie Idoteidae. De wetenschappelijke naam van de soort is voor het eerst geldig gepubliceerd in 1947 door Hatch.